# Mniotype adjuncta
Mniotype adjuncta is een vlinder uit de familie uilen (Noctuidae). De wetenschappelijke naam van de soort is, als Hadena adjuncta, voor het eerst geldig gepubliceerd in 1881 door Frederic Moore.

## Type
- holotype: "female, Moore Coll. 94-106"
- instituut: BMNH, Londen, Engeland
- typelocatie: "India, Himalaya, Himachal Pradesh. Dalhousie"[1]

## Ondersoorten
- Mniotype adjuncta adjuncta
- Mniotype adjuncta cineritia Volynkin, Matov & Behounek, 2014[1]
  - holotype: male, 06–07.VI.1996, leg. Gy. M. László and G. Ronkay. Genitalia prep. Volynkin no. AV0791, HNHM, Boedapest
  - typelocatie: "Nepal, Annapurna Himal, Thini, 1 km S Jomsom, 3000 m, 83°44' E, 28°46' N."